# Erebia subarctica
Erebia subarctica är en fjärilsart som beskrevs av Mcdunnough 1937. Erebia subarctica ingår i släktet Erebia och familjen praktfjärilar. Inga underarter finns listade i Catalogue of Life.